# Božinovac
Božinovac (cyr. Божиновац) – wieś w Serbii, w okręgu zajeczarskim, w gminie Knjaževac. W 2011 roku liczyła 17 mieszkańców.